# Johann III. von Deckenbrock
Johann III. von Deckenbrock (* vor 1295; † 1349) war ein Ritter, Droste des Domkapitels, Ratsherr, Stadtrichter, Bürgermeister der Stadt Münster und Gutsbesitzer.

## Leben
Johann III. war der älteste Sohn des Ritters und Drosten Engelbert von Deckenbrock und seiner Frau Adelheid von Langen (westfälische Adelsgeschlechter). Er entstammte der 5. bekannten Generation seiner später Droste zu Hülshoff genannten Familie. Er hatte die Geschwister Dietrich, Heinrich und Margaretha.
Johann III. heiratete Christina von Travelmann, die ebenfalls aus einer Erbmännerfamilie stammte, die schon im 14. Jahrhundert in der Hanse bedeutend war und u. a. mit Gottfried Travelmann einen Bürgermeister von Lübeck hervorgebracht hat. Mit ihr hatte er die Söhne Bernhard (früh verstorben), Wessel, Heinrich und Everwin I. von Deckenbrock (seinen Nachfolger), sowie eine Tochter Adelheid, verheiratet mit dem Ritter Ludwig von Münster (westfälisches Adelsgeschlecht). Johann III. starb wahrscheinlich an der damals in ganz Europa wütenden Pest.

### Droste des Domkapitels
Von seinem Vater übernahm er 1298 das erblich gewordene Amt eines Drosten des Domkapitels Münster, nach dem er sich als Erster seiner Familie von Deckenbrock auch in seinem Siegel benannte. Der Drost bzw. Truchsess bekleidete ursprünglich das vornehmste Hofamt und war Aufseher über die Tafel des Domkapitels, welches auch Regierungsfunktionen im Hochstift Münster ausübte. Er leitete aber auch die gesamte Verwaltung des sehr umfangreichen Vermögens im Münsterland, von welchem die Domherren – unabhängig vom Bischof – lebten. 1430 wurde dieses Amt umorganisiert, weil sich das Domkapitel von weltlichen Aufgaben entlasten wollte. Dem Drosten, der dafür ein ansehnliches Gehalt bezog, wurden vier Unterbeamte zugeordnet, welche bei den wenigen festlichen Anlässen den Wein kredenzen, bei feierlichen Gottesdiensten assistieren und den Küchendienst verrichten sollten. Dadurch verlor dieses Drostenamt – im Gegensatz zu den Amtsdrosten des Hochstifts – allmählich seine Bedeutung.

### Ratsherr und Bürgermeister von Münster

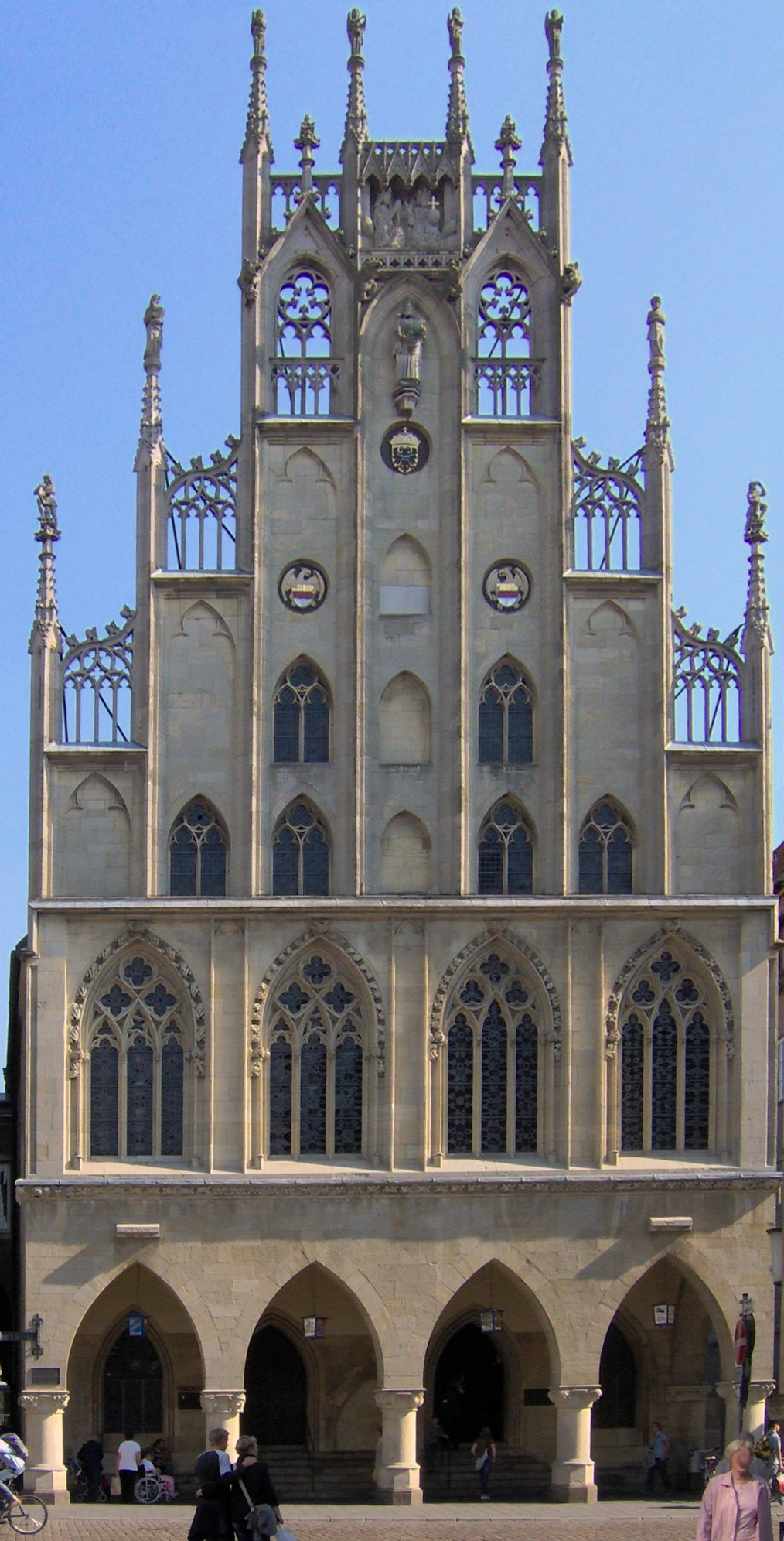
Die Bürgerhalle des Rathauses von Münster wurde erbaut unter Bürgermeister Johann III. von Deckenbrock.

Johann III. wurde als Erster seiner Erbmänner-Familie Ratsherr und Bürgermeister von Münster – ein Amt, das auch fünf seiner direkten Nachkommen (Johann IV. Droste zu Hülshoff, Johann VI. Droste zu Hülshoff, Johann VII. Droste zu Hülshoff, Everwin II. von Droste zu Handorf und Bernhard II. von Droste zu Hülshoff) bekleideten. In dieses Amt wurde er 1312/13, 1321, 1327, 1333, 1337–39 und 1342 gewählt, also in einer Zeit, als zwischen 1314 und 1338 die "Bürgerhalle" im Rathaus Münster erbaut wurde, welches durch seinen später angebauten Ziergiebel und den Frieden von Münster bekannt ist. Er war überdies Stadtrichter von Münster. Als Bürgermeister, Stadtrichter und zugleich Droste des Domkapitels verfügte Johann III. über Machtzentren in Münster, welche sich später wieder trennten. Der Bischof und Landesherr berief ihn 1336 in den Landtag, d. h. in die dem Bischof abgetrotzte Versammlung der Stände im Hochstift. Dieses Gremium wählte Johann III. im Voraus zu einem der Schiedsrichter bei etwaigen Streitigkeiten.

### Gutsbesitzer
Johann III. hatte von seinem Vater die ursprünglichen Stammgüter seiner Familie, Deckenbrock, Deitharding (Deiters) und Tor Heide bei Everswinkel, geerbt. Da die Erbmännerfamilien im Rahmen der Hanse Handel betrieben und die Gewinne in Grundbesitz investierten, verfügte er über erheblichen weiteren Gutsbesitz in Nordwalde, Telgte, Alverskirchen, Greven sowie den heute zu Münster gehörenden Kirchspielen St. Mauritz und Handorf. Er besaß auch ein Haus in der Stadt Münster am Hörster Tor, welches er verkaufte.

### Nachfahren
Sein Sohn Wessel, der die Pest überlebte, wurde Dechant des Stiftes St. Mauritz (Münster) und dann Offizial des Hochstifts Münster, Heinrich Kanoniker an der Stiftskirche St. Martini (Münster) und seine Tochter Adelheid heiratete den Ritter Ludwig von Münster (westfälisches Adelsgeschlecht). Sein jüngster Sohn Everwin I. von Deckenbrock, der zweite Träger dieses in der Familie häufigen Namens, erbte die Güter. Von ihm stammte ca. 600 Jahre später u. a. die Dichterin Annette von Droste-Hülshoff ab.